# 장홍제
장홍제(1986년 3월 31일 ~ )는 대한민국의 희극 배우이다.

## 생애
서울에서 태어난 그는 2003년 뮤지컬배우 첫 데뷔하였고 2005년 SBS 공채 8기 개그맨 정식 데뷔하였다.

## 학력
- 연세대학교 (학사)

## 출연작

### 방송
- 웃찾사 (SBS)
  - 그래서
  - 콩가
  - 라이징스타
  - 극과 극
  - 응답하라 1594
  - 삼대천왕
  - 판매왕
  - 피도 눈물도 없이 - 보스(회장님) 역
  - 부담스런 거래
  - 말이오 말이지 - 말이지 역
  - 어쩌리 파출소
  - 장스타와 두 얼간이
  - 체인지 - 박진주의 남자친구 역
  - 틈새시장 - 임라라의 남자친구 역
- 개그1 (SBS)
- 개그투나잇 (SBS)
  - 끝장드라마
  - 쿨한 남친
  - CEO들
  - 라이징 스타
- 코미디빅리그 (tvN)
  - 다 해봤다

### 영화
- 내 연애의 기억 - 경찰 1 역 (우정출연)

## 그 외 활동

### 앨범
- 2015년 작업의 정석 - 피터 프로젝트 (피처링)